# Hôpital central de la vallée de la Kymi
L'hôpital central de la vallée de la Kymi (finnois : Kymenlaakson keskussairaala) est un hôpital situé dans le quartier de Hovinsaari à Kotka en Finlande.

## Histoire
Le bâtiment est conçu par Jaakko Paatela et Veli Paatela.
Les travaux de construction commencent en octobre 1964 et l'hôpital est construit en trois ans. 
Les soins sont dispensés à partir de décembre 1967.
Depuis le 1er janvier 2019, l'hôpital est géré par Kymsote.